# Apopterygion oculus
Apopterygion oculus és una espècie de peix de la família dels tripterígids i de l'ordre dels perciformes.

## Morfologia
- Els mascles poden assolir 6,3 cm de longitud total.[4]

## Hàbitat
És un peix marí, de clima temperat i demersal que viu entre 14-186 m de fondària.

## Distribució geogràfica
Es troba a Nova Zelanda.

## Observacions
És inofensiu per als humans.